# Giorgio Gobbi
Giorgio Gobbi (Roma, 28 settembre 1957) è un attore italiano.

## Biografia
Nato e cresciuto a Roma, città della quale non dissimula le origini col suo accento, diplomato all'accademia di recitazione di Alessandro Fersen nel 1981, nello stesso anno ha interpretato il ruolo di "Ricciotto" ne Il marchese del Grillo, diretto da Mario Monicelli e interpretato da Alberto Sordi: nel film Gobbi interpreta il fedele servitore del Marchese del Grillo, con cui condivide le avventure e partecipa alle grandi e storiche burle. Nel 1983 lavora ancora con Alberto Sordi ne Il tassinaro, nel quale l'attore romano racconta a bordo del suo taxi la sua schietta filosofia di vita. Gobbi interpreta suo figlio Luca, laureando in ingegneria.

Giorgio Gobbi nei panni di "Ricciotto" alla destra di Alberto Sordi ne Il marchese del Grillo (1981)

Da allora, la sua carriera si è snodata tra varie fiction per la televisione e numerosi spot pubblicitari, in particolare quelli per la Vodafone accanto a Bruce Willis. Ha lavorato sul canale televisivo HSE24 come presentatore ed esperto di televendite. Nel dicembre del 2015 di nuovo veste i panni di "Ricciotto" nell'adattamento teatrale de Il marchese del Grillo, interpretato da Enrico Montesano.

## Filmografia parziale

### Cinema
- Il marchese del Grillo, regia di Mario Monicelli (1981)
- Bollenti spiriti, regia di Giorgio Capitani (1981)
- Il conte Tacchia, regia di Sergio Corbucci (1982)
- Il tassinaro, regia di Alberto Sordi (1983)
- I soliti ignoti vent'anni dopo, regia di Amanzio Todini (1985)
- Dicembre, regia di Antonio Monda (1990)
- Nottataccia, regia di Duccio Camerini (1992)
- Nessuno mi crede, regia di Anna Carlucci (1992)
- La bionda, regia di Sergio Rubini (1993)
- Senza pelle, regia di Alessandro D'Alatri (1994)
- Camerieri, regia di Leone Pompucci (1995)
- Il cielo è sempre più blu, regia di Antonello Grimaldi (1995)
- Cronache del terzo millennio, regia di Francesco Maselli (1996)
- Cuori al verde, regia di Giuseppe Piccioni (1996)
- La mia generazione, regia di Wilma Labate (1996)
- L'immagine del desiderio (La femme de chambre du Titanic), regia di Bigas Luna (1997)
- Guardami, regia di Davide Ferrario (1999)
- Alex l'ariete, regia di Damiano Damiani (2000)
- Giorni dispari, regia di Dominick Tambasco (2000)
- Le fate ignoranti, regia di Ferzan Özpetek (2001)
- Ilaria Alpi - Il più crudele dei giorni, regia di Ferdinando Vicentini Orgnani (2002)
- Per giusto omicidio, regia di Diego Febbraro (2004)
- Cuore sacro, regia di Ferzan Özpetek (2005)
- Un'estate al mare, regia di Carlo Vanzina (2008)
- Guardando le stelle, regia di Stefano Calvagna (2008)
- Pillole di bisogni, regia di Ivano De Matteo – cortometraggio (2008)
- Art. 10, episodio di All Human Rights for All, regia di Ivano De Matteo (2008)
- La bella gente, regia di Ivano De Matteo (2009)
- Feisbum - Il film, registi vari (2009)
- The American (The American), regia di Anton Corbijn (2010)
- Il padre e lo straniero, regia di Ricky Tognazzi (2010)
- Tutti al mare, regia di Matteo Cerami (2011)
- Giochi d'estate, regia di Rolando Colla (2011)
- Gli equilibristi, regia di Ivano De Matteo (2012)
- Il venditore di medicine, regia di Antonio Morabito (2013)
- Selene, regia di Giuliano Giacomelli – cortometraggio (2013)
- Rimetti a noi i nostri debiti, regia di Antonio Morabito (2018)
- A mano disarmata, regia di Claudio Bonivento (2019)
- Romanzo radicale, regia di Mimmo Calopresti (2022)

### Televisione
- Aeroporto internazionale – serie TV (1985)
- Nontuttorosa, regia di Amanzio Todini – film TV (1987)
- Pronto soccorso – serie TV (1990)
- Pazza famiglia – serie TV (1995-1996)
- Dopo la tempesta, regia di Andrea Frazzi e Antonio Frazzi – film TV (1996)
- Un medico in famiglia , regia di Anna Di Francisca – serie TV, episodio 1x33 (1998)
- La vita che verrà, regia di Pasquale Pozzessere – miniserie TV (1999)
- Qualcuno da amare, regia di Giuliana Gamba – miniserie TV (2000)
- Distretto di Polizia, regia Renato De Maria – serie TV, episodio 1x15 (2000)
- L'attentatuni - Il grande attentato, regia di Claudio Bonivento – miniserie TV (2001)
- Soldati di pace, regia di Claudio Bonivento – miniserie TV (2002)
- Tutto in quella notte, regia di Massimo Spano – miniserie TV (2002)
- Marcinelle, regia di Antonio Frazzi e Andrea Frazzi – miniserie TV (2003)
- Un posto al sole - serial TV (2004)
- Rivoglio i miei figli, regia di Luigi Perelli – miniserie TV (2004)
- La stagione dei delitti – serie TV, episodio 1x03 (2004)
- Angela, regia di Andrea Frazzi e Antonio Frazzi – film TV (2005)
- R.I.S. - Delitti imperfetti, regia di Alexis Sweet – serie TV, episodi 2x09 e 2x10 (2006)
- Provaci ancora prof! – serie TV, episodio 1x01 (2007)
- Era mio fratello, regia di Claudio Bonivento – miniserie TV (2007)
- Rino Gaetano - Ma il cielo è sempre più blu, regia di Marco Turco – miniserie TV (2007)
- Liberi di giocare, regia di Francesco Miccichè – miniserie TV (2007)
- Don Matteo – serie TV, episodio 6x13 (2008)
- C'era una volta la città dei matti..., regia di Marco Turco – miniserie TV (2010)
- Crimini – serie TV, episodi 2x04 (2010)
- Dov'è mia figlia?, regia di Monica Vullo – miniserie TV (2011)
- Anita Garibaldi, regia di Claudio Bonivento – miniserie TV (2012)
- Il paese delle piccole piogge, regia di Sergio Martino – film TV (2012)
- L'ultimo papa re, regia di Luca Manfredi – miniserie TV (2013)
- Una pallottola nel cuore – serie TV, 4 episodi (2014)
- Un medico in famiglia – serie TV (2016)
- Enrico Piaggio - Un sogno italiano, regia di Umberto Marino – film TV (2019)
- Un professore, regia di Alessandro D'Alatri e Alessandro Casale – serie TV (2021-in corso)
- Rinascere, regia di Umberto Marino – film TV (2022)